# Vinya d'en Miquel Figueras
La Vinya d'en Miquel Figueras és un jaciment al municipi de Mediona, a l'Alt Penedès, inclòs a l'Inventari del Patrimoni Arqueològic i Paleontològic de Catalunya.
El jaciment es pot datar en dos moments cronològics. El primer moment pertany al Paleolític superior (33.000-9.000) i el segon al Calcolític (2200-1800). Durant els anys 80 Josep Gallart Romeu conduí unes prospeccions en què es trobaren cinc nuclis centrípets i dos nuclis amb extraccions tipus ascla i nou retocs i fins a 150 elements sense retocar el tipus ascla. El material està dipositat al museu municipal de Mediona.
S'han documentat:
- 5 nuclis centrípets
- 2 nuclis amb extraccions tipus ascla,
- ascles grans (8),
- 5 retocs simples directes i denticulats,
- 4 retocs simples-marginals,
- 150 elements sense retocar (fragments, ascles).[1]

Malgrat la seva poca definició, es creu que és indubtable una fase recent Neolític Final-Eneolític, superposada a una altra anterior. Aquesta darrera, pel predomini de la tècnica d'extracció d'ascles, hipotèticament es centra en el Paleolític Superior Final.